# SFB MB 2
Der Triebwagen SFB MB 2 wurde von der Faaborg–Svendborg Jernbaneselskab (SFB) für den Betrieb auf der 1916 eröffneten dänischen Privatbahnstrecke Svendborg–Faaborg beschafft.

## Geschichte
Für den Personenverkehr auf der Strecke zwischen Svendborg und Faaborg beschaffte die Gesellschaft zur Einsparung von lokomotivgeführten Zügen 1926 einen vierachsigen Triebwagen mit zwei Drehgestellen. Lieferant war die dänische Lokomotivfabrik Scandia A/S in Randers die Auslieferung erfolgte am 9. Juli 1926. Das Fahrzeug hatte die Auftragsnummer 2067.
Am 12. Juli 1926 fuhr der Triebwagen als Jubiläumszug zum 50-jährigen Jubiläum der Sydfyenske Jernbaner (SFJ).

## Technische Ausstattung
Der Triebwagen hatte einen Benzinmotor und ein mechanisches Viergang-Getriebe. Er war mit einer Druckluftbremse ausgestattet. Während des Zweiten Weltkrieges von 1941 bis 1945 erhielt er einen Gasgenerator. 1947 erfolgte ein Umbau, das Fahrzeug erhielt einen großen Führerstand, um Stückgut transportieren zu können. Ab diesem Zeitpunkt waren nur noch 71 Sitzplätze vorhanden.

## DSB MBF (I) 482
Die Betriebsführung auf dieser Strecke hatte seit der Eröffnung die Sydfyenske Jernbaneselskab  (SFJ), die für die Fahrzeugunterhaltung und den Einsatz der Fahrzeuge zuständig war.
Durch die Übernahme der Sydfyenske Jernbaner am 1. April 1949 durch Danske Statsbaner (DSB) wurden die SFB-Fahrzeuge zur Verwendung an die Staatsbahnen übertragen. Allerdings blieb der Triebwagen im Besitz der SFB und wurden nicht Eigentum der Staatsbahnen. Er erhielt die Baureihenbezeichnung MBF (I) und die Betriebsnummer 482.
Er wurde 1950 bei Scandia modernisiert.

## OMB MH 6
1952 erfolgte der Verkauf für 200.000 Kronen an die Nordvestfyenske Jernbane zur Bedienung der Bahnstrecke Odense–Middelfart–Bogense. Dort erhielt er die Bezeichnung OMB MH 6.
Bei einem erneuten Umbau bei Scandia 1954 erhielt er einen Sechszylinder-Hercules-Dieselmotor und wurde auf dieselelektrischen Betrieb umgerüstet.
Eine Seitenwand des Triebwagens wurde bei einem Rangierunfall in Brenderup am 6. Juli 1962 schwer beschädigt. Am 2. Oktober 1962 fuhr der Zug bei Mejlskov in eine Kuhherde und entgleiste. Am 8. Oktober 1962 stieß er mit einem OMB-Omnibus bei Brenderup zusammen. Nach diesen Unfällen wurde er in Odense wieder hergerichtet und erhielt dabei einen Sechszylinder-Leyland-Dieselmotor mit 160 PS. Im Januar 1964 war er wieder in Betrieb und wurde im gleichen Jahr abgestellt.

## RHJ M 4
1966 wurde der Triebwagen erneut verkauft. Er wechselte für 10.000 Kronen zur Randers–Hadsund Jernbane und erhielt die Bezeichnung RHJ M 4. Bis zu seiner Ausmusterung 1969 war er im Einsatz.

## Verbleib
Nach seiner Ausmusterung 1969 wurde er für 3.937,50 Kronen vom Dansk Jernbane-Klub (DJK) für die Mariager–Handest Veteranjernbane (MHVJ) erworben. Er wurde dort jedoch nicht mehr eingesetzt. 2016 stand der Triebwagen abgestellt in Handest.